# Feuchtgebiete (Film)
Feuchtgebiete ist eine Verfilmung von Charlotte Roches Roman Feuchtgebiete. Seine Weltpremiere hatte der Film im August 2013 im Wettbewerb des Filmfestival Locarno; der deutsche Kinostart war anschließend im Majestic Filmverleih. Mit fast einer Million Zuschauer war er einer der erfolgreichsten deutschen Filme des Jahres.

## Handlung
Die 18-jährige Helen Memel lebt mit ihrem jüngeren Bruder als Scheidungskind bei ihrer Mutter. Sie hat ein ungewöhnlich intensives Verhältnis zu ihrem Körper, das sie selbst jedoch vollkommen normal findet, obwohl ihr bewusst ist, dass sie damit gesellschaftliche Tabus verletzt. Beispielsweise leckt sie ihre Scheidenflüssigkeit von ihrem Finger ab, praktiziert Selbstbefriedigung mit Gemüse, liebt Oralverkehr und hält Körperhygiene für überbewertet. Sie hat sich von ihrer Mutter längst entfremdet, sich aber mit der gleichaltrigen Nachbarin Corinna angefreundet, der sie ihr unverkrampftes Verhältnis zu Körperlichkeit und Sexualität vermittelt.
Bei einer unzureichend sorgsam durchgeführten Intimrasur zieht sich Helen eine Analfissur zu, wird als Notfall ins Krankenhaus eingeliefert und unverzüglich operiert. Ihre Genesung zögert sie absichtlich lange hinaus – einerseits, um eine Beziehung zu ihrem Pfleger Robin aufzubauen, andererseits, um ihre Eltern zu zwingen, sich an ihrem Krankenbett zu versöhnen. Sie lässt sich jedoch schließlich entlassen und fährt gemeinsam mit Robin in dessen Wohnung.

## Hintergrund
Das Medienboard Berlin-Brandenburg förderte die Erarbeitung eines Drehbuches für den Film mit 36.000 Euro. Die Produktion lief 2010 bis 2012 verdeckt unter dem Titel Memelland.
Gefilmt wurde an 37 Drehtagen in Berlin und auf Mallorca.
Der Film hatte seine Weltpremiere am 11. August 2013 auf dem Filmfestival Locarno in der Schweiz. Der Majestic Filmverleih brachte den Film am 22. August 2013 in die deutschen Kinos.
Die Autorin der literarischen Vorlage, Charlotte Roche, war in der Frühphase der Produktion beteiligt: Sie suchte den Produzenten des Films aus und las das Drehbuch in einer frühen Fassung. Aus der weiteren Entwicklung hielt sie sich laut Aussage des Regisseurs heraus.
Die Audiodeskription des Films wurde von Andreas Sparberg gesprochen und 2014 für den deutschen Hörfilmpreis in der Kategorie „Kino“ nominiert.
Im Jahr 2013 wurden bundesweit 937.647 Besucher an den deutschen Kinokassen gezählt, womit der Film den 36. Platz der meistbesuchten Filme des Jahres belegte.

## Soundtrack
Den Soundtrack steuerten die Newcomerin Ezra de Zeus und Hauptdarsteller Christoph Letkowski mit seiner Indie-Band Von Eden bei.